# Международный совет крикета
Международный совет крикета (англ. International Cricket Council, ICC) — ведущая международная организация в мире крикета, осуществляющая глобальное регулирование данным видом спорта. Организация была создана 15 июня 1909 года под названием Имперская крикетная конференция (англ. Imperial Cricket Conference), в 1965 приняла название Международной крикетной конференции (англ. International Cricket Conference), и, наконец, в 1989 году состоялся переход к нынешнему формату и названию. Основателями организации выступили представители Англии, Австралии и Южной Африки.
Сейчас в состав организации входят 106 национальных крикетных федераций. Существует чёткое разделение членов по статусу и полномочиям. Статусом полного члена обладают 10 союзов, ассоциированными членами считаются 38 стран, ещё 57 участников носят статус аффилированных. В тестовых матчах могут принимать участие только сборные, представляющие полных членов. Форматы соревнований ODI и Twenty20 доступны как полным, так и ассоциированным членам.
Совет занимается назначением судей на матчи международного уровня. Организация публикует Кодекс поведения (англ. Code of Conduct), содержащий нормы поведения профессиональных игроков. Борьба с коррупцией в крикете высокого уровня также входит в компетенцию совета. Вместе с тем, совет не координирует двусторонние встречи между сборными своих членов (в том числе все тестовые матчи), не контролирует крикет на национальном уровне и не занимается разработкой правил игры. Создание и изменение правил игры по-прежнему находятся в ведении Мэрилебонского крикетного клуба.
Совет возглавляет бывший австралийский игрок Алан Айзек, который сменил на этом посту индийского политика Шарада Павара. Должность генерального директора занимает Дэвид Ричардсон.

## Региональные организации
- Азиатский крикетный совет
- Американская ассоциация крикета
- Африканская ассоциация крикета
- Европейский совет крикета
- Международный совет крикета — Восточная Азия—Тихий океан

### Реорганизованные
- Крикетный совет Восточной и Центральной Африки
- Крикетный совет Западной Африки

## Соревнования и награды
Совет занимается организацией крупнейших международных соревнований по крикету, в их числе:
- Тестовый крикет
  - Тестовый чемпионат
  - Межконтинентальный кубок
- Крикет с ограниченными оверами
  - Чемпионат мира (в т. ч. отборочный этап)
  - Чемпионат ODI
  - Мировой кубок Twenty20
  - Чемпионс Трофи
  - Мировая лига

## Члены

### Полные
12 членов
| - Австралия - Англия - Афганистан - Бангладеш - Вест-Индия - Зимбабве | - Индия - Ирландия - Новая Зеландия - Пакистан - Шри-Ланка - ЮАР |  |  |  |  |

## Председатели
- 1989—1993  Колин Каудри
- 1993—1997  Клайд Уолкотт
- 1997—2000  Джагмохан Далмия
- 2000—2003  Малкольм Грей
- 2003—2006  Эхсан Мани
- 2006—2007  Перси Сонн
- 2007—2008  Рэй Мали
- 2008—2010  Дэвид Морган
- 2010—2012  Шарад Павар
- 2012—н. в.  Алан Айзек